# 망누스 3세 (노르웨이)

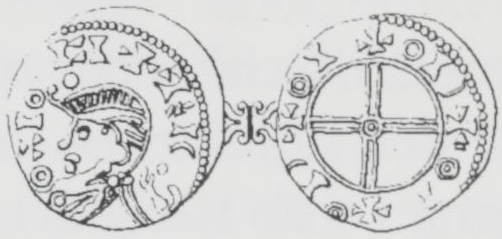
망누스 3세 시대에 발행된 동전

망누스 3세(노르웨이어: Magnus III, 1073년 ~ 1103년 8월 24일) 또는 망누스 올라브손(노르웨이어: Magnus Olavsson, 고대 노르드어: Magnús Óláfsson)는 노르웨이의 국왕(재위: 1093년 9월 ~ 1103년 8월 24일)이다. 맨발왕 망누스(노르웨이어: Magnus Berrføtt 망누스 베르푀트[*], 고대 노르드어: Magnús berfœttr 마그누스 베르푀트)라는 별칭으로 부르기도 한다.
망누스의 치세는 공격적인 군사 원정과 정복 활동으로 요약된다. 특히 브리튼 제도의 노르드인 우세 지역에 대한 원정을 통해 군도 왕국과 더블린 왕국의 왕위를 겸하였다.

## 생애
올라프 3세 왕의 유일한 아들인 망누스는 1093년 부왕이 죽은 직후 노르웨이 남동부에서 왕위를 요구했다. 북부에서는 망누스의 사촌 호콘 망누손(망누스 2세 왕의 아들)이 왕위를 주장했고, 둘은 불편하게 왕위를 공유하다가 1095년 호콘이 죽으면서 망누스가 유일왕이 되었다. 호콘이 죽은 뒤 일부 귀족들이 망누스를 왕으로 인정하기를 거부했으나 이러한 내란 시도들은 모두 제압되었다.
국내 왕위를 확실히 한 뒤 망누스는 1098년에서 1099년 사이에 아일랜드해 주변을 원정했다. 망누스는 오크니 제도, 헤브리디스 제도, 맨섬을 정복하고 스코틀랜드 왕 에드가르 막 말 콜룸과 조약을 맺어 정복지에 대한 노르웨이의 통제권을 보장받았다. 맨섬을 서부 거점으로 삼은 망누스는 맨섬에 다수의 요새와 가옥을 세웠다. 이는 갤러웨이에 대한 종주권을 공고히 하기 위함이었던 것으로 추측된다. 이후 웨일스로 원정을 갔고, 앵글시섬에 쳐들어온 노르만인의 침공을 격퇴한 뒤 앵글시섬을 자기 것으로 삼았다(아마 동시에 귀네드 왕국의 신종을 받았을 가능성이 있다).
노르웨이로 돌아온 망누스는 동쪽으로 방향을 틀어 스웨덴의 달슬란드와 베스테르예틀란드가 역사적으로 노르웨이의 국경 안에 속한다고 주장하며 스웨덴을 공격했다. 원정은 성공적이지 못했지만 몇 차례의 산병전이 벌어진 뒤 상황의 악화를 제어한 덴마크 국왕 에리크 1세의 중재로 노르웨이-스웨덴-덴마크 3왕국 간에 평화 협상이 진행되었다. 망누스는 1101년 스웨덴 왕 잉에 1세의 딸 마르가레타 프레드쿨라와 결혼하면서 스웨덴과 화친했다. 그 대가로 망누스는 신부 지참금 명목으로 달슬란드를 손에 넣었다. 1102년 망누스는 마지막 서쪽 원정을 떠났는데, 아마 에린 땅을 정복할 생각이었던 것 같다. 망누스는 먼스터 왕국의 미르하르타크 우어 브리안과 동맹을 맺고 그에게서 더블린에 대한 지배권을 인정받았다. 그러나 노르웨이 귀환을 위한 식량을 구하는 데 어려움을 겪던 와중 울라에서 습격을 받아 살해되었다. 망누스가 살해되면서 노르웨이의 정복 사업도 끝났다.
오늘날 망누스의 유산은 그의 본국인 노르웨이보다 아일랜드와 스코틀랜드의 언어 발음 변화로 더 많이 남아 있다. 망누스의 국내 정책에 관해서는 거의 알려진 것이 없으나, 유럽식 교회 조직에 보다 가까운 중앙 집권적인 지배로 이행했다. 중세 군주라기보다 바이킹 전사로 묘사되는 일이 흔한데, 외국의 전쟁터에서 쓰러진 마지막 노르웨이 왕이라는 점에서 최후의 바이킹 왕이라는 인식이 이루어진 결과로 보인다.